# Ecdysteron
Ecdysteron, auch 20-Hydroxyecdyson genannt, ist ein Hormon aus der Gruppe der Ecdysteroide, welches die Häutung (Ecdysis) und Metamorphose von Häutungstieren (Ecdysozoa) wie Krebsen, Spinnen und Insekten steuert. Darüber hinaus wird es von vielen Pflanzen als Bestandteil der Abwehr gegen Fraßfeinde gebildet. Ein mögliches Vorkommen in Säugetieren resultiert aus einer Aufnahme ecdysteronhaltiger Pflanzen und Insekten oder aus einem Befall von Parasiten und kann Auswirkungen auf den Säugetierorganismus haben. Es wurde bereits 1966 von H. Hoffmeister beschrieben. Einen Beitrag zur Strukturaufklärung leisteten H. Hoffmeister, H.-F. Grützmacher und K. Dünnebeil.

## Biochemie
Ecdysteron ist ein vom Cholesterol abgeleitetes Steroidhormon. Es ist ein C27-Steroid, welches sich von den Steroidhormonen der Säugetiere durch eine cis-Verknüpfung der Ringe A/B und durch eine ausgeprägte Hydroxylierung unterscheidet.

### Biosynthese
Die Biosynthese des Ecdysterons in Insekten wurde am besten am Beispiel der Fruchtfliege Drosophila melanogaster untersucht. Ausgehend vom Cholesterol erfolgt in einem ersten Schritt die Dehydrogenierung zu 7-Dehydrocholesterol unter Beteiligung mikrosomaler Cytochrom-P450-Enzyme in der Prothoraxdrüse. In mehreren Oxidationsschritten wird das 7-Dehydrocholesterol über Ketodiol und Ketotriol mit Hilfe verschiedener Hydroxylasen zu 2-Desoxyecdyson, Ecdyson und schließlich Ecdysteron hydroxyliert. Die Gene, welche für die beteiligten Cytochrom-P450-Enzyme codieren, werden als Halloween-Gene bezeichnet.

## Wirkung

### Physiologische Wirkung

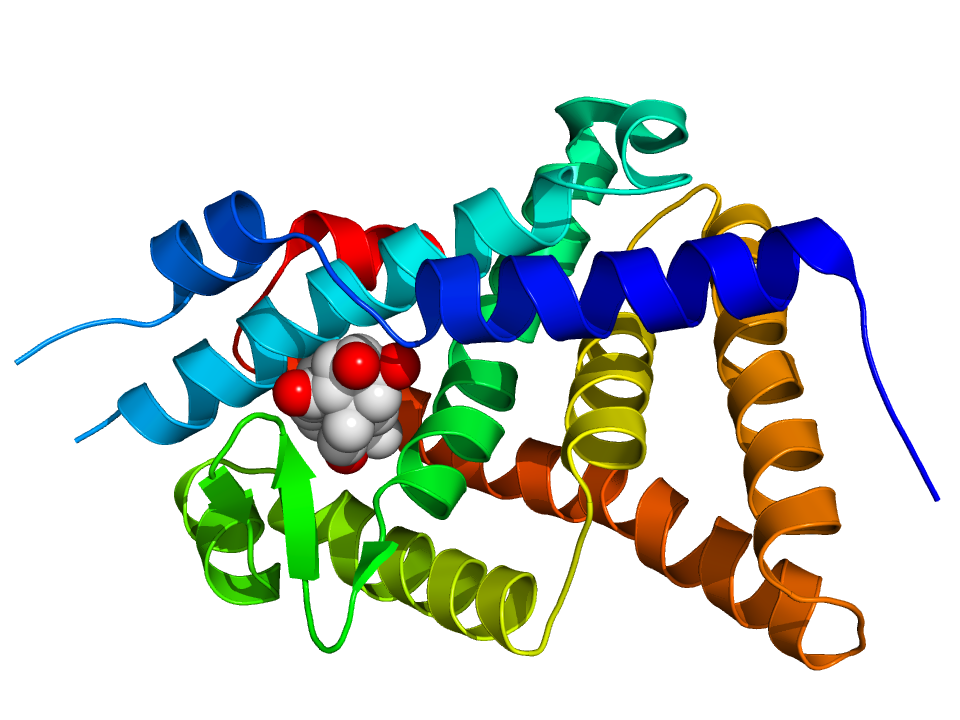
Bänder-Strukturmodell der Ligandenbindungsdomäne des Ecdyson-Rezeptors mit gebundenen Liganden (Kalottenmodell)

Bei den Vertretern des Überstamms der Häutungstiere fungiert Ecdysteron als ein Hormon. Es reguliert zahlreiche physiologische Prozesse der Häutungstiere, insbesondere den Häutungsprozess, die Metamorphose und die Fortpflanzung. Seine Hormonwirkung ist auf eine Aktivierung intrazellulärer Ecdysonrezeptoren und einem daraus folgenden spezifischen Start der Proteinbiosynthese den Häutungsprozess regulierender Proteine zurückzuführen.

### Wirkung auf den Säugetierorganismus
Wenngleich Säugetiere über keinen Ecdysteroidrezeptor verfügen, besitzt Ecdysteron mögliche Wirkungen auf den Säugetierorganismus. Diese schließen eine Beeinflussung der Proteinbiosynthese, des Fettstoffwechsels und des Kohlenhydratstoffwechsels ein. Für diese möglichen Wirkungen werden Interaktionen von Abbauprodukten des Ecdysterons mit verschiedenen Kernrezeptoren oder eine direkte Modulation von GABA-Rezeptoren diskutiert.
Früher wurden muskelaufbauende Wirkungen von Ecdysteron angezweifelt; jedoch bewirken beim Menschen verschiedene Ecdysteroide – insbesondere das Ecdysteron – anabole Effekte; daher werden sie seit Längerem zur Leistungssteigerung bei Sportlern eingesetzt („Mesobolin“). Ein Review von 2018 fasst jedoch zusammen, dass Studien an Menschen nicht nachweisen konnten, dass die Einnahme von Ecdysteron anabol wirkt. Die schädlichen Nebenwirkungen von Testosteron-Derivaten treten nicht auf. Da der Mensch eine relevante Menge über die Nahrung (etwa aus Spinat, der sortenabhängig bis zu 120 μg/g enthält) aufnehmen kann, gelten Ecdysteroide bisher nicht als Dopingsubstanzen.

### Verwendung als Induktor in der Forschung
Ecdysteron und andere Ecdysteroide werden in der biochemischen Forschung als Induktoren bei transgenen Tieren eingesetzt. Dabei wird in ein Tier ein neues Gen so eingebaut, dass dessen Expression unter der Kontrolle eines eingesetzten Ecdyson-Rezeptors steht. Dies bietet unter gewissen Bedingungen die Möglichkeit, durch Hinzufügen oder Entfernen von Ecdysteroiden in der Nahrung des Tieres das eingesetzte Gen ein- bzw. auszuschalten (gene switch). Neben den verschiedenen Ecdysteroiden können noch andere Substanzen als Liganden oder Coliganden an einen Ecdysteroid-Rezeptor binden, die sich in der Eignung als Induktor unterscheiden.
Außer der jeweils nach Baseline-Expression und Induktionsrate bemessbaren Induzibilität sind für diese Funktion auch die Bioverfügbarkeit bei oraler Aufnahme, die Reversibilität der Bindung bzw. Induktion, und die Dosis-Abhängigkeit der Antwort bedeutsam. Insbesondere aber sollte das jeweilige Gen-Switch-System spezifisch sein, also idealerweise nicht mit endogenen Regulationsnetzwerken interferieren und allein durch exogene Verbindungen aktivierbar sein. Für den Einsatz in Tieren oder Menschen erscheinen nur solche geeignet, die ohne schädliche Wirkung auf den Organismus sind und keine Immunreaktionen auslösen.
Für Anwendungen in der Gentherapie ist es sinnvoll, die natürlichen Quellen von Ecdysteroiden beim Menschen genauer zu untersuchen. Hierzu scheinen außer den ernährungsbedingten Phytoecdysteroiden auch die Darmflora sowie Helmintheninfektionen und andere Krankheiten zu gehören. In-vitro-Untersuchungen legen nahe, dass Ecdysteron Auswirkungen auf einige Arten von Blutzellen wie Lymphozyten und Neutrophilen hat und als Immunmodulator wirken kann.